# Papoušek žlutokřídlý
Papoušek žlutokřídlý (Psephotus dissimilis) je australský druh papouška obývající savany a otevřené lesy. Tito ptáci si vytváří hnízda v termitištích, podobně jako například již vyhynulý papoušek překrásný (Psephotus pulcherrimus) nebo ohrožený druh papoušek žlutoramenný (Psephotus chrysopterygius). Ačkoliv těmto papouškům dle Mezinárodního svazu ochrany přírody (IUCN) přísluší status málo dotčený (LC), populace klesá a odhady volně žijících jedinců jsou pouze neurčité. Populaci ohrožuje například vysoká úmrtnost mladých, které často ušlape v hnízdech dobytek. Též lidská činnost a různé chemické látky způsobují četná úmrtí. Navíc se jedná o druh populární i pro chov v zajetí, díky čemuž se nakonec vyvinuly i různé mutace.

## Taxonomie

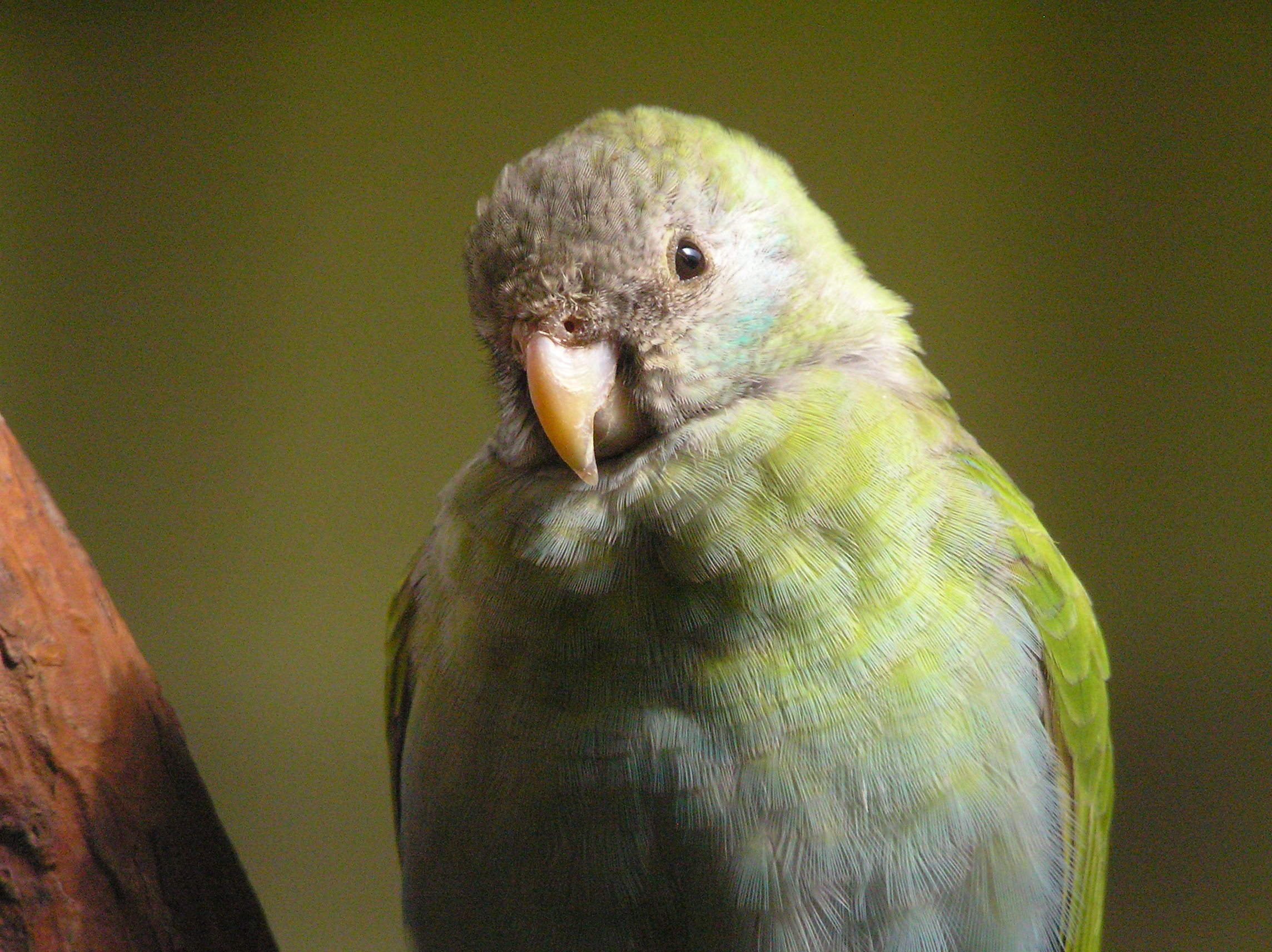
Samice žijící v zajetí v Nizozemsku

První papoušek žlutokřídlý byl objeven profesorem Knutem Dahlem nedaleko Mary River v Severním teritoriu roku 1894. První popsání následovalo až roku 1898, kdy se toho ve svém příspěvku do Proceedings of the Zoological Society of London ujal norský zoolog Robert Collett. Nový druh získal jméno Psephotus dissimilis, které je hojně používané i v současnosti, ačkoliv je uplatňováno i označení Psephotellus dissimilis. Někteří autoři, například Ian Harman, označují papouška žlutokřídlého i jako poddruh papouška žlutoramenného (Psephotus chrysopterygius). Tyto dva druhy se sice v zajetí mohou křížit, ale ve volné přírodě je nepravděpodobné, že by přišly do styku. Druhové jméno dissimilis odkazuje na rozdílnost pohlaví a znamená nepodobný.

## Výskyt
Papoušek žlutokřídlý obývá pouze nejsevernější část Severního teritoria, Top End, kde vyhledává savany, blahovičníkové háje a otevřené lesy se skalami. Nutností je i dostatek potravy a termitiště, ve kterých by později mohli zahnízdit. Obývají též parky a travnaté porosty ve městech, kde jsou k vidění především v ranních hodinách nebo pozdě odpoledne.

## Popis
Tělo těchto papoušků měří okolo 26 cm a váží mezi 50 a 60 g. Pohlaví jsou snadno rozeznatelná: zatímco samci jsou pestrobarevní, samice jsou převážně olivové. Samičky jsou zbarveny převážně olivově zelenou barvou, nicméně, na dolních partiích mohou být i světle tyrkysové. Jejich protějšky mají černou čepičku, táhnoucí se od zobáku až k týlu, načež se černá bez přechodu mění v zářivé tyrkysovou na krku, hrudi a břiše a na hnědou na zádech. Ramena mají výrazně žlutá, díky čemuž vzniklo i české označení. Duhovky tmavě hnědé, nohy růžovo-šedé. Zobák bývá modré až šedé barvy. Mladí jedinci jsou podobní samicím a do věku 16 měsíců získají kompletní opeření dospělců.
Papoušek žlutokřídlý je snadno zaměnitelný s papouškem žlutoramenným, za jehož poddruh byl v minulosti považován. Samci papouška žlutoramenného jsou na dolních partiích též tyrkysoví, ale jejich černá čepička je spíše jen úzkým tmavým pruhem a krom toho mají také červené břicho a menší žluté skvrny na křídlech. Samice se též podobají, ale samičky papouška žlutoramenného mají navíc ještě černý pruh na hlavě a také červené podocasní krovky.
Během letu vydávají zvuky popisované jako ču-vít…ču-vít.

## Chování
Papoušci žlutokřídlí jsou běžně k vidění ve dvojicích, během období rozmnožování ale tvoří malé rodinné skupinky sestávající z rodičů a jejich mladých.
Tito ptáci pohlavně dospívají asi ve 12 měsících věku. Od března do srpna probíhá hnízdění. Během tohoto období tvoří papoušci žlutokřídlí monogamní páry a poté společně vyhloubí do termitiště velký vodorovný tunel, dlouhý mezi 50 a 80 cm, kam pak samička naklade vejce. Termitiště volí tito ptáci proto, že uvnitř něho se dobře drží teplota okolo 30 °C, což umožňuje rodičům hnízdo opustit na delší dobu. Snůška běžně čítá čtyři až pět lesklých bílých vajec, nicméně mladší samičky mívají méněpočetné snůšky.
Jídelníček papoušků žlutokřídlých se skládá převážně z různých bobulí, semen nebo ovoce.
Jedním z přirozených predátorů těchto papoušků je například Varanus tristis, druh trpasličího varana.